# Dorris
Dorris, fundada en 1908 es una ciudad ubicada en el condado de Siskiyou en el estado estadounidense de California. En el año 2000 tenía una población de 886 habitantes y una densidad poblacional de 466.3 personas por km².

## Geografía
Dorris se encuentra ubicada en las coordenadas 41°57′54″N 121°55′8″O / 41.96500, -121.91889. Según la Oficina del Censo, la ciudad tiene un área total de 1,9 km² (0,7 mi²), de la cual 1,9 km² (0,7 mi²) es tierra y 0 km² (0 mi²) (0%) es agua.

## Demografía
Según la Oficina del Censo en 2000 los ingresos medios por hogar en la localidad eran de $21,801, y los ingresos medios por familia eran $24,265. Los hombres tenían unos ingresos medios de $25,139 frente a los $21,250 para las mujeres. La renta per cápita para la localidad era de $11,447. Alrededor del 19.1% de la población estaban por debajo del umbral de pobreza.